# Vzhodne Julijske Alpe
Vzhodne Julijske Alpe so najobsežnejši del Julijskih Alp, v kateri so vrhovi od 500 pa do skoraj 3000 metrov nadmorske višine. V skupini se nahaja najvišji vrh Slovenije in Julijskih Alp, Triglav (2864 m). Vzhodni del ločujeta reki Soča in Pišnica. Med vrhovi so obsežne ledeniške doline, kot so Vrata, Kot, Krma in Zadnjica. Doline se ponavadi končajo z ledeniško krnico, katero obdajajo ostenja (npr. Vrata). Ob vznožju ležijo večja mesta oz. kraji, kot so Jesenice, Bled, Bohinj, Mojstrana. Pod njih pa spadajo tudi jezera, tako Blejsko kot Bohinjsko jezero in pa Dolina triglavskih jezer. Večje planote so Mežakla, Jelovica in Pokljuka. So gospodarsko dobro razvit del.

## Pomembnejši vrhovi
- Triglav, 2864 m
- Škrlatica, 2740 m
- Mali Trilgav, 2735 m
- Visoki Rokav, 2646 m
- Veliki Oltar, 2621 m
- Razor, 2601 m
- Kanjavec, 2569 m
- Prisojnik, 2547 m
- Kredarica, 2541 m
- Rjavina, 2532 m
- Špik, 2472 m
- Krn, 2244 m
- Debela Peč, 2014 m
- Vogel, 1922 m

## Pomembnejše koče
- Triglavski dom na Kredarici, 2515 m
- Dom Planika pod Triglavom, 2401 m
- Planisnki dom Valentina Staniča, 2332 m
- Zavetišče na Krnu, 2174 m
- Tržaška koča na Doliču, 2151 m
- Zasavska koča na Prehodavcih, 2071 m
- Pogačnikov dom na Kriških podih, 2050 m
- Dom pri Triglavskih jezerih, 1685 m
- Dom na Komni, 1520 m
- Aljažev dom v Vratih, 1011 m